# Stephanie Bunte
Stephanie Bunte (Paderborn, 14 febbraio 1989) è un'ex calciatrice tedesca, di ruolo difensore.

## Carriera

### Club
Dopo aver iniziato la carriera nel Concordia Scharmede, dove rimane fino al 2002 per poi passare prima all'Upsprunge, rimanendo solo la stagione 2002-2003, e poi, sempre a livello giovanile, al 21 Büren dal 2003 al 2005, nella successiva sessione di calciomercato Bunte si trasferisce al Gütersloh 2000, squadra con la quale debutta in 2. Frauen-Bundesliga e in tre stagioni matura 63 presenze nella serie cadetta del campionato tedesco.
Nell'estate del 2008 sottoscrive un contratto con il Wolfsburg, club al quale resterà legata fino al termine della carriera ottenendo i risultati più prestigiosi. Sotto la guida tecnica di Ralf Kellermann fa il suo debutto in Frauen-Bundesliga il 7 settembre 2008, alla 1ª giornata di campionato, venendo impiegata da titolare nell'incontro perso 3-1 in trasferta con l'SG Essen-Schönebeck, andando a segno per la prima volta tre giornate più tardi nella vittoria interna per 6-0 sullo Jena. Nelle sue prime quattro stagioni scende in campo in 85 degli 88 incontri di campionato, confermandosi nelle preferenze di Kellermann come uno dei cardini del reparto difensivo della sua squadra.
Nel dicembre 2011, la durata del suo contratto è stata prolungata fino al 30 giugno 2013.
Nella stagione 2012-2013, oltre ad aver fatto il suo esordio in UEFA Women's Champions League ottiene il suo primo importante risultato sportivo, condividendo con le compagne la conquista del treble campionato-coppa-Champions League, primo titolo personale e per la società per ognuno dei trofei, inaugurado un periodo florido di soddisfazioni. La stagione successiva, pur fermandosi solo agli ottavi di finale della DFB-Pokal der Frauen, bissa sia il titolo di Campione di Germania che quello di Campione d'Europa. Seguono quindi tre Coppe di Germania consecutive, 2014-2015, 2015-2016 e 2016-2017, il 3º titolo di Campione di Germania (2016-2017) e la finale di UEFA Women's Champions League 2015-2016 persa ai rigori con le francesi dell'Olympique Lione.
Nell'estate 2017, all'età di 28 anni, decide di concludere la sua carriera.

### Nazionale
Giocando unicamente nelle formazioni giovanili, Bunte inizia ad essere convocata dalla Federcalcio tedesca dal 2004, vestendo inizialmente la maglia della formazione Under-15 per poi passare dall'anno successivo all'Under-17 con la quale matura fino al 2006, unicamente in incontri amichevoli, 17 presenze siglando 7 reti.
Nel 2007 arriva la prima convocazione in Under-19, con la quale oltre a due partite in amichevole disputa la fase finale dell'Europeo di Francia 2008. Qui viene impiegata in tutti i tre incontri del gruppo B della fase a gironi, con la sua nazionale che chiude al primo posto accedendo alle semifinali, dove non viene impiegata, venendo eliminata dalla Norvegia che, dopo aver terminato sull'1-1 tempi regolamentari e supplementari l'incontro del 16 luglio 2008, viene deciso in favore delle scandinave ai tiri di rigore. Quello è anche l'ultimo incontro di Bunte in U-19.
Seguono poi, tra il 2009 e il 2010, altre 5 presenze con la Under-23, tutte in amichevole, formazione con la quale il 30 settembre 2010, nella sconfitta per 3-2 con le pari età dell'Inghilterra, indossa per l'ultima volta la maglia della nazionale tedesca.

## Statistiche

### Presenze e reti nei club
Statistiche aggiornate al 30 settembre 2022.
| Stagione         | Squadra          | Campionato       | Campionato | Campionato | Coppe nazionali | Coppe nazionali | Coppe nazionali | Coppe internazionali | Coppe internazionali | Coppe internazionali | Altre coppe | Altre coppe | Altre coppe | Totale | Totale |
| Stagione         | Squadra          | Comp             | Pres       | Reti       | Comp            | Pres            | Reti            | Comp                 | Pres                 | Reti                 | Comp        | Pres        | Reti        | Pres   | Reti   |
| ---------------- | ---------------- | ---------------- | ---------- | ---------- | --------------- | --------------- | --------------- | -------------------- | -------------------- | -------------------- | ----------- | ----------- | ----------- | ------ | ------ |
| 2005-2006        | Gütersloh        | 2BL              | ?          | ?          | CG              | ?               | ?               |                      | -                    | -                    |             | -           | -           | ?      | ?      |
| 2006-2007        | Gütersloh        | 2BL              | ?          | ?          | CG              | ?               | ?               |                      | -                    | -                    |             | -           | -           | ?      | ?      |
| 2007-2008        | Gütersloh        | 2BL              | ?          | ?          | CG              | ?               | ?               |                      | -                    | -                    |             | -           | -           | ?      | ?      |
| Totale Gütersloh | Totale Gütersloh | Totale Gütersloh | 63         | 15         |                 | ?               | ?               |                      | -                    | -                    |             | -           | -           | 63+    | 15+    |
| 2008-2009        | Wolfsburg        | BL               | 21         | 6          | CG              | 2               | 0               |                      | -                    | -                    |             | -           | -           | 23     | 6      |
| 2009-2010        | Wolfsburg        | BL               | 21         | 1          | CG              | 4               | 2               |                      | -                    | -                    |             | -           | -           | 25     | 3      |
| 2010-2011        | Wolfsburg        | BL               | 22         | 2          | CG              | 1               | 0               |                      | -                    | -                    |             | -           | -           | 23     | 2      |
| 2011-2012        | Wolfsburg        | BL               | 21         | 0          | CG              | 1               | 0               |                      | -                    | -                    |             | -           | -           | 22     | 0      |
| 2012-2013        | Wolfsburg        | BL               | 14         | 0          | CG              | 3               | 0               | UWCL                 | 2                    | 0                    |             | -           | -           | 19     | 0      |
| 2013-2014        | Wolfsburg        | BL               | 18         | 2          | CG              | 2               | 0               | UWCL                 | 6                    | 1                    |             | -           | -           | 26     | 3      |
| 2014-2015        | Wolfsburg        | BL               | 14         | 1          | CG              | 4               | 0               | UWCL                 | 1                    | 0                    |             | -           | -           | 19     | 1      |
| 2015-2016        | Wolfsburg        | BL               | 2          | 0          | CG              | 1               | 0               | UWCL                 | 2                    | 0                    |             | -           | -           | 5      | 0      |
| 2016-2017        | Wolfsburg        | BL               | 2          | 0          | CG              | 0               | 0               | UWCL                 | -                    | -                    |             | -           | -           | 2      | 0      |
| Totale Wolfsburg | Totale Wolfsburg | Totale Wolfsburg | 135        | 12         |                 | 18              | 2               |                      | 11                   | 1                    |             | -           | -           | 164    | 15     |
| Totale carriera  | Totale carriera  | Totale carriera  | 198        | 27         |                 | 18+             | 2+              |                      | 11                   | 1                    |             | -           | -           | 227+   | 30+    |

## Palmarès

### Club

#### Titoli nazionali
- Campionato tedesco: 3

Wolfsburg : 2012-2013, 2013-2014, 2016-2017
- Coppa di Germania: 4

Wolfsburg : 2012-2013, 2014-2015, 2015-2016, 2016-2017

#### Titoli internazionali
- UEFA Women's Champions League: 2

Wolfsburg : 2012-2013, 2013-2014